# 홀 펀치

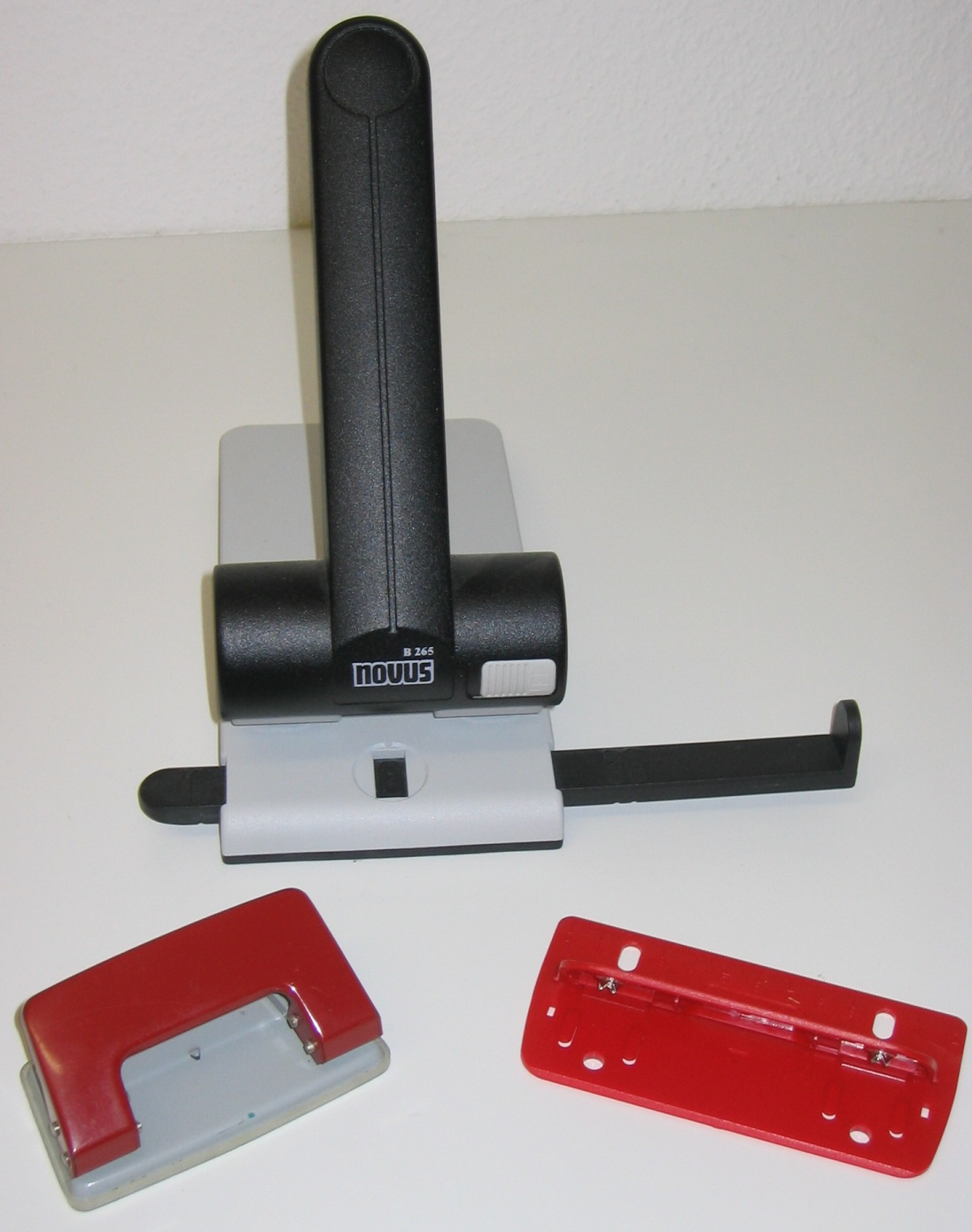
여러 종류의 홀 펀치

홀 펀치(영어: hole punch)는 종이에 구멍을 내기 위한 문구이다. 일반적으로 파일에 끈 등을 이용하여 서류를 철하기 위해 종이에 둥근 구멍을 내기 위해 사용한다.

## 같이 보기
- 링 바인더
- 천공 카드
- 천공 테이프
- 구멍뚫기